# Caxiniti
Caxiniti (Kasinití, Kašíniti, Kashinití, Cashiniti, Cachiniti), jedna od skupina Paressi (Haliti) Indijanaca iz brazilske države Mato Grosso. Govorili su posebnim paresskim dijalektom koji je nažalost ostao nezabilježen, nakon što je skupina 1888. nestala kao samostalna (Steinen, 1894).